# Campeonato de Primera División B 1954 (Argentina)
El Campeonato de Primera División B 1954 fue la vigesimoprimera temporada de la categoría, que era la segunda división del fútbol argentino. Esta temporada marcó la incorporación de Defensores de Belgrano ascendido de la Primera C y de Estudiantes de La Plata, descendido desde la Primera División.
El torneo entregó solo un ascenso, así como se dispuso que solamente un equipo perdiera la categoría. Dicho premio y castigo fueron para el primer equipo y el último de la tabla, sin haber disputa de torneos reducidos ni de reclasificatorios.
El campeón y único ascendido fue Estudiantes de La Plata, que logró sacar ventaja en las últimas fechas y se consagró campeón en la última jornada del torneo, retornando de esta manera en tan solo una temporada a la máxima categoría del fútbol argentino. De esta manera, el equipo de La Plata consiguió alzarse por primera vez con el trofeo de esta divisional ya que no había participado previamente en la categoría.
Asimismo, el torneo decretó el descenso de Los Andes que realizó una muy mala campaña y perdió la categoría varias fechas antes de que termine el campeonato, al finalizar en la última posición, a 7 puntos del anteúltimo ubicado en la tabla de posiciones, retornando a la Primera C tras disputar once temporadas consecutivas en la segunda categoría del fútbol argentino.

## Ascensos y descensos
| Posición | Descendido de la Primera B 1953 |
| -------- | ------------------------------- |
| 18.º     | Tiro Federal                    |

| Posición | Ascendido de la Primera C 1953 |
| -------- | ------------------------------ |
| 1.º      | Defensores de Belgrano         |

| Posición | Ascendido a la Primera División 1954 |
| -------- | ------------------------------------ |
| 1.º      | Tigre                                |

| Posición | Descendido de la Primera División 1953 |
| -------- | -------------------------------------- |
| 16.º     | Estudiantes de La Plata                |

## Formato
Los dieciocho equipos participantes disputaron un torneo de 34 fechas todos contra todos.

### Ascensos
El equipo con más puntos fue el campeón, obteniendo el único ascenso directo a la Primera División.

### Descensos
El equipo que finalizó en el último lugar de la tabla de posiciones descendió a la Primera C.

## Equipos participantes
| Equipo                  | Ciudad               |
| ----------------------- | -------------------- |
| All Boys                | Buenos Aires         |
| Almagro                 | Buenos Aires         |
| Argentino de Quilmes    | Quilmes              |
| Argentinos Juniors      | Buenos Aires         |
| Atlanta                 | Buenos Aires         |
| Central Córdoba (R)     | Rosario              |
| Colón                   | Santa Fe             |
| Defensores de Belgrano  | Buenos Aires         |
| Dock Sud                | Dock Sud             |
| Estudiantes de La Plata | La Plata             |
| Excursionistas          | Buenos Aires         |
| Los Andes               | Lomas de Zamora      |
| Nueva Chicago           | Buenos Aires         |
| Quilmes                 | Quilmes              |
| Sarmiento (J)           | Junín                |
| Talleres (RE)           | Remedios de Escalada |
| Temperley               | Temperley            |
| Unión                   | Santa Fe             |

### Distribución geográfica de los equipos
| Región                                   | Cant. | Equipos                                                                                                |
| ---------------------------------------- | ----- | --- |
| Ciudad de Buenos Aires                   | 7     | All Boys, Almagro, Argentinos Juniors, Atlanta, Defensores de Belgrano, Excursionistas y Nueva Chicago |
| Conurbano bonaerense                     | 6     | Argentino de Quilmes, Dock Sud, Los Andes, Quilmes, Talleres (RE) y Temperley                          |
| Provincia de Santa Fe                    | 3     | Central Córdoba (R), Colón y Unión                                                                     |
| La Plata                                 | 1     | Estudiantes de La Plata                                                                                |
| Interior de la provincia de Buenos Aires | 1     | Sarmiento (J)                                                                                          |

## Tabla de posiciones
| Pos. | Equipo                 | Pts. | PJ | PG | PE | PP | GF | GC  | Dif. |
| ---- | ---------------------- | ---- | -- | -- | -- | -- | -- | --- | ---- |
| 1.º  | Estudiantes (LP)       | 46   | 34 | 19 | 8  | 7  | 69 | 35  | 34   |
| 2.º  | Argentinos Juniors     | 43   | 34 | 16 | 11 | 7  | 88 | 56  | 32   |
| 3.º  | Colón                  | 43   | 34 | 17 | 9  | 8  | 73 | 52  | 21   |
| 4.º  | Atlanta                | 41   | 34 | 18 | 5  | 11 | 62 | 50  | 12   |
| 5.º  | Unión                  | 40   | 34 | 17 | 6  | 11 | 72 | 58  | 14   |
| 6.º  | Talleres (RdE)         | 37   | 34 | 16 | 5  | 13 | 72 | 62  | 10   |
| 7.º  | Argentino de Quilmes   | 37   | 34 | 15 | 7  | 12 | 63 | 60  | 3    |
| 8.º  | Sarmiento (J)          | 35   | 34 | 13 | 9  | 12 | 64 | 61  | 3    |
| 9.º  | Excursionistas         | 35   | 34 | 13 | 9  | 12 | 63 | 62  | 1    |
| 10.º | Quilmes                | 35   | 34 | 13 | 9  | 12 | 58 | 64  | −6   |
| 11.º | Central Córdoba (R)    | 34   | 34 | 15 | 4  | 15 | 73 | 61  | 12   |
| 12.º | Dock Sud               | 32   | 34 | 13 | 6  | 15 | 69 | 80  | −11  |
| 13.º | All Boys               | 30   | 34 | 11 | 8  | 15 | 67 | 73  | −6   |
| 14.º | Almagro                | 27   | 34 | 10 | 7  | 17 | 56 | 67  | −11  |
| 15.º | Defensores de Belgrano | 26   | 34 | 8  | 10 | 16 | 60 | 77  | −17  |
| 16.º | Temperley              | 26   | 34 | 10 | 6  | 18 | 64 | 85  | −21  |
| 17.º | Nueva Chicago          | 26   | 34 | 9  | 8  | 17 | 47 | 70  | −23  |
| 18.º | Los Andes              | 19   | 34 | 7  | 5  | 22 | 57 | 104 | −47  |

|  | Se consagró campeón y ascendió a la Primera División. |
|  | Descendió a la Primera C.                             |

## Resultados
Primera Rueda
| Fecha 1              | Fecha 1   | Fecha 1                | Fecha 1              | Fecha 1    | Fecha 1 |
| Local                | Resultado | Visitante              | Estadio              | Fecha      |         |
| -------------------- | --------- | ---------------------- | -------------------- | ---------- | ------- |
| Sportivo Dock Sud    | 0 - 3     | Atlanta                | Sportivo Dock Sud    | 3 de abril |         |
| Los Andes            | 4 - 4     | Defensores de Belgrano | Los Andes            | 3 de abril |         |
| Argentino de Quilmes | 0 - 2     | Estudiantes (LP)       | Argentino de Quilmes | 3 de abril |         |
| Nueva Chicago        | 3 - 0     | Sarmiento              | Nueva Chicago        | 3 de abril |         |
| Central Córdoba (R)  | 6 - 0     | Quilmes                | Central Córdoba (R)  | 3 de abril |         |
| Excursionistas       | 1 - 0     | Temperley              | Atlanta              | 3 de abril |         |
| Almagro              | 0 - 0     | Talleres (RdE)         | San Lorenzo          | 3 de abril |         |
| Argentinos Juniors   | 2 - 3     | Colón                  | Argentinos Juniors   | 3 de abril |         |
| Unión                | 2 - 0     | All Boys               | Unión                | 4 de abril |         |

| Fecha 2                | Fecha 2   | Fecha 2              | Fecha 2                | Fecha 2     | Fecha 2 |
| Local                  | Resultado | Visitante            | Estadio                | Fecha       |         |
| ---------------------- | --------- | -------------------- | ---------------------- | ----------- | ------- |
| Argentinos Juniors     | 4 - 2     | Unión                | Argentinos Juniors     | 10 de abril |         |
| Talleres (RdE)         | 2 - 1     | Excursionistas       | Talleres (RdE)         | 10 de abril |         |
| Temperley              | 3 - 0     | Central Córdoba (R)  | Temperley              | 10 de abril |         |
| Quilmes                | 4 - 0     | Nueva Chicago        | Quilmes                | 10 de abril |         |
| Defensores de Belgrano | 4 - 0     | Sportivo Dock Sud    | Defensores de Belgrano | 10 de abril |         |
| Atlanta                | 1 - 0     | All Boys             | Atlanta                | 10 de abril |         |
| Colón                  | 2 - 0     | Almagro              | Colón                  | 11 de abril |         |
| Sarmiento              | 3 - 1     | Argentino de Quilmes | Sarmiento              | 11 de abril |         |
| Estudiantes (LP)       | 4 - 0     | Los Andes            | Estudiantes (LP)       | 11 de abril |         |

| Fecha 3              | Fecha 3   | Fecha 3                | Fecha 3              | Fecha 3     | Fecha 3 |
| Local                | Resultado | Visitante              | Estadio              | Fecha       |         |
| -------------------- | --------- | ---------------------- | -------------------- | ----------- | ------- |
| All Boys             | 1 - 1     | Defensores de Belgrano | All Boys             | 17 de abril |         |
| Sportivo Dock Sud    | 0 - 1     | Estudiantes (LP)       | Sportivo Dock Sud    | 17 de abril |         |
| Los Andes            | 2 - 1     | Sarmiento              | Los Andes            | 17 de abril |         |
| Argentino de Quilmes | 3 - 1     | Quilmes                | Argentino de Quilmes | 17 de abril |         |
| Nueva Chicago        | 3 - 4     | Temperley              | Nueva Chicago        | 17 de abril |         |
| Central Córdoba (R)  | 2 - 1     | Talleres (RdE)         | Central Córdoba (R)  | 17 de abril |         |
| Excursionistas       | 2 - 3     | Colón                  | Excursionistas       | 17 de abril |         |
| Almagro              | 0 - 2     | Argentinos Juniors     | San Lorenzo          | 17 de abril |         |
| Unión                | 5 - 2     | Atlanta                | Unión                | 18 de abril |         |

| Fecha 4                | Fecha 4   | Fecha 4              | Fecha 4                | Fecha 4     | Fecha 4 |
| Local                  | Resultado | Visitante            | Estadio                | Fecha       |         |
| ---------------------- | --------- | -------------------- | ---------------------- | ----------- | ------- |
| Almagro                | 3 - 4     | Unión                | San Lorenzo            | 24 de abril |         |
| Argentinos Juniors     | 3 - 3     | Excursionistas       | Argentinos Juniors     | 24 de abril |         |
| Talleres (RdE)         | 1 - 0     | Nueva Chicago        | Talleres (RdE)         | 24 de abril |         |
| Temperley              | 2 - 0     | Argentino de Quilmes | Temperley              | 24 de abril |         |
| Quilmes                | 6 - 1     | Los Andes            | Quilmes                | 24 de abril |         |
| Sarmiento              | 2 - 0     | Sportivo Dock Sud    | Sarmiento              | 24 de abril |         |
| Estudiantes (LP)       | 3 - 2     | All Boys             | Estudiantes (LP)       | 24 de abril |         |
| Defensores de Belgrano | 1 - 5     | Atlanta              | Defensores de Belgrano | 24 de abril |         |
| Colón                  | 2 - 0     | Central Córdoba (R)  | Colón                  | 2 de mayo   |         |

| Fecha 5              | Fecha 5   | Fecha 5                | Fecha 5              | Fecha 5   | Fecha 5 |
| Local                | Resultado | Visitante              | Estadio              | Fecha     |         |
| -------------------- | --------- | ---------------------- | -------------------- | --------- | ------- |
| Atlanta              | 2 - 2     | Estudiantes (LP)       | Atlanta              | 8 de mayo |         |
| All Boys             | 7 - 5     | Sarmiento              | All Boys             | 8 de mayo |         |
| Sportivo Dock Sud    | 1 - 1     | Quilmes                | Sportivo Dock Sud    | 8 de mayo |         |
| Los Andes            | 2 - 1     | Temperley              | Los Andes            | 8 de mayo |         |
| Argentino de Quilmes | 5 - 3     | Talleres (RdE)         | Argentino de Quilmes | 8 de mayo |         |
| Nueva Chicago        | 4 - 2     | Colón                  | Nueva Chicago        | 8 de mayo |         |
| Central Córdoba (R)  | 1 - 2     | Argentinos Juniors     | Central Córdoba (R)  | 8 de mayo |         |
| Excursionistas       | 3 - 2     | Almagro                | Excursionistas       | 8 de mayo |         |
| Unión                | 2 - 1     | Defensores de Belgrano | Unión                | 9 de mayo |         |

| Fecha 6            | Fecha 6   | Fecha 6                | Fecha 6            | Fecha 6    | Fecha 6 |
| Local              | Resultado | Visitante              | Estadio            | Fecha      |         |
| ------------------ | --------- | ---------------------- | ------------------ | ---------- | ------- |
| Excursionistas     | 2 - 3     | Unión                  | Excursionistas     | 15 de mayo |         |
| Almagro            | 0 - 3     | Central Córdoba (R)    | San Lorenzo        | 15 de mayo |         |
| Argentinos Juniors | 1 - 1     | Nueva Chicago          | Argentinos Juniors | 15 de mayo |         |
| Talleres (RdE)     | 4 - 3     | Los Andes              | Talleres (RdE)     | 15 de mayo |         |
| Temperley          | 2 - 3     | Sportivo Dock Sud      | Temperley          | 15 de mayo |         |
| Quilmes            | 2 - 1     | All Boys               | Quilmes            | 15 de mayo |         |
| Colón              | 2 - 2     | Argentino de Quilmes   | Colón              | 16 de mayo |         |
| Sarmiento          | 2 - 2     | Atlanta                | Sarmiento          | 16 de mayo |         |
| Estudiantes (LP)   | 1 - 0     | Defensores de Belgrano | Estudiantes (LP)   | 16 de mayo |         |

| Fecha 7                | Fecha 7   | Fecha 7            | Fecha 7                | Fecha 7    | Fecha 7 |
| Local                  | Resultado | Visitante          | Estadio                | Fecha      |         |
| ---------------------- | --------- | ------------------ | ---------------------- | ---------- | ------- |
| Defensores de Belgrano | 0 - 3     | Sarmiento          | Defensores de Belgrano | 22 de mayo |         |
| Atlanta                | 1 - 0     | Quilmes            | Atlanta                | 22 de mayo |         |
| All Boys               | 4 - 3     | Temperley          | All Boys               | 22 de mayo |         |
| Sportivo Dock Sud      | 4 - 2     | Talleres (RdE)     | Sportivo Dock Sud      | 22 de mayo |         |
| Los Andes              | 2 - 4     | Colón              | Los Andes              | 22 de mayo |         |
| Argentino de Quilmes   | 1 - 0     | Argentinos Juniors | Argentino de Quilmes   | 22 de mayo |         |
| Nueva Chicago          | 3 - 1     | Almagro            | Nueva Chicago          | 22 de mayo |         |
| Central Córdoba (R)    | 0 - 2     | Excursionistas     | Central Córdoba (R)    | 22 de mayo |         |
| Unión                  | 3 - 2     | Estudiantes (LP)   | Unión                  | 23 de mayo |         |

| Fecha 8             | Fecha 8   | Fecha 8                | Fecha 8             | Fecha 8    | Fecha 8 |
| Local               | Resultado | Visitante              | Estadio             | Fecha      |         |
| ------------------- | --------- | ---------------------- | ------------------- | ---------- | ------- |
| Central Córdoba (R) | 2 - 0     | Unión                  | Central Córdoba (R) | 29 de mayo |         |
| Excursionistas      | 3 - 0     | Nueva Chicago          | Excursionistas      | 29 de mayo |         |
| Almagro             | 1 - 2     | Argentino de Quilmes   | San Lorenzo         | 29 de mayo |         |
| Argentinos Juniors  | 5 - 2     | Los Andes              | Argentinos Juniors  | 29 de mayo |         |
| Talleres (RdE)      | 5 - 4     | All Boys               | Talleres (RdE)      | 29 de mayo |         |
| Temperley           | 3 - 1     | Atlanta                | Temperley           | 29 de mayo |         |
| Quilmes             | 3 - 0     | Defensores de Belgrano | Quilmes             | 29 de mayo |         |
| Colón               | 3 - 0     | Sportivo Dock Sud      | Colón               | 30 de mayo |         |
| Sarmiento           | 0 - 0     | Estudiantes (LP)       | Sarmiento           | 30 de mayo |         |

| Fecha 9                | Fecha 9   | Fecha 9             | Fecha 9                | Fecha 9    | Fecha 9 |
| Local                  | Resultado | Visitante           | Estadio                | Fecha      |         |
| ---------------------- | --------- | ------------------- | ---------------------- | ---------- | ------- |
| Defensores de Belgrano | 4 - 1     | Temperley           | Defensores de Belgrano | 5 de junio |         |
| Atlanta                | 0 - 1     | Talleres (RdE)      | Atlanta                | 5 de junio |         |
| All Boys               | 4 - 2     | Colón               | All Boys               | 5 de junio |         |
| Sportivo Dock Sud      | 2 - 1     | Argentinos Juniors  | Sportivo Dock Sud      | 5 de junio |         |
| Los Andes              | 4 - 0     | Almagro             | Los Andes              | 5 de junio |         |
| Argentino de Quilmes   | 4 - 2     | Excursionistas      | Argentino de Quilmes   | 5 de junio |         |
| Nueva Chicago          | 1 - 2     | Central Córdoba (R) | Nueva Chicago          | 5 de junio |         |
| Unión                  | 1 - 1     | Sarmiento           | Unión                  | 6 de junio |         |
| Estudiantes (LP)       | 0 - 1     | Quilmes             | Estudiantes (LP)       | 6 de junio |         |

| Fecha 10            | Fecha 10  | Fecha 10               | Fecha 10            | Fecha 10    | Fecha 10 |
| Local               | Resultado | Visitante              | Estadio             | Fecha       |          |
| ------------------- | --------- | ---------------------- | ------------------- | ----------- | -------- |
| Nueva Chicago       | 0 - 1     | Unión                  | Nueva Chicago       | 12 de junio |          |
| Central Córdoba (R) | 2 - 1     | Argentino de Quilmes   | Central Córdoba (R) | 12 de junio |          |
| Excursionistas      | 3 - 3     | Los Andes              | Excursionistas      | 12 de junio |          |
| Almagro             | 3 - 2     | Sportivo Dock Sud      | Platense            | 12 de junio |          |
| Argentinos Juniors  | 1 - 0     | All Boys               | Argentinos Juniors  | 12 de junio |          |
| Talleres (RdE)      | 3 - 0     | Defensores de Belgrano | Talleres (RdE)      | 12 de junio |          |
| Temperley           | 1 - 1     | Estudiantes (LP)       | Temperley           | 12 de junio |          |
| Quilmes             | 2 - 1     | Sarmiento              | Quilmes             | 12 de junio |          |
| Colón               | 5 - 1     | Atlanta                | Colón               | 13 de junio |          |

| Fecha 11               | Fecha 11  | Fecha 11            | Fecha 11               | Fecha 11    | Fecha 11 |
| Local                  | Resultado | Visitante           | Estadio                | Fecha       |          |
| ---------------------- | --------- | ------------------- | ---------------------- | ----------- | -------- |
| Estudiantes (LP)       | 1 - 4     | Talleres (RdE)      | Estudiantes (LP)       | 19 de junio |          |
| Defensores de Belgrano | 3 - 3     | Colón               | Defensores de Belgrano | 19 de junio |          |
| Atlanta                | 5 - 3     | Argentinos Juniors  | Atlanta                | 19 de junio |          |
| All Boys               | 0 - 0     | Almagro             | All Boys               | 19 de junio |          |
| Sportivo Dock Sud      | 1 - 1     | Excursionistas      | Sportivo Dock Sud      | 19 de junio |          |
| Los Andes              | 3 - 2     | Central Córdoba (R) | Los Andes              | 19 de junio |          |
| Argentino de Quilmes   | 4 - 0     | Nueva Chicago       | Argentino de Quilmes   | 19 de junio |          |
| Unión                  | 2 - 0     | Quilmes             | Unión                  | 20 de junio |          |
| Sarmiento              | 5 - 1     | Temperley           | Sarmiento              | 20 de junio |          |

| Fecha 12             | Fecha 12  | Fecha 12               | Fecha 12             | Fecha 12    | Fecha 12 |
| Local                | Resultado | Visitante              | Estadio              | Fecha       |          |
| -------------------- | --------- | ---------------------- | -------------------- | ----------- | -------- |
| Central Córdoba (R)  | 5 - 1     | Sportivo Dock Sud      | Central Córdoba (R)  | 26 de junio |          |
| Colón                | 1 - 1     | Estudiantes (LP)       | Colón                | 27 de junio |          |
| Argentino de Quilmes | 2 - 1     | Unión                  | Argentino de Quilmes | 3 de julio  |          |
| Nueva Chicago        | 2 - 0     | Los Andes              | Nueva Chicago        | 3 de julio  |          |
| Excursionistas       | 0 - 0     | All Boys               | Excursionistas       | 3 de julio  |          |
| Almagro              | 0 - 3     | Atlanta                | Platense             | 3 de julio  |          |
| Argentinos Juniors   | 3 - 3     | Defensores de Belgrano | Argentinos Juniors   | 3 de julio  |          |
| Talleres (RdE)       | 5 - 1     | Sarmiento              | Talleres (RdE)       | 3 de julio  |          |
| Temperley            | 2 - 2     | Quilmes                | Temperley            | 3 de julio  |          |

| Fecha 13               | Fecha 13  | Fecha 13             | Fecha 13               | Fecha 13    | Fecha 13 |
| Local                  | Resultado | Visitante            | Estadio                | Fecha       |          |
| ---------------------- | --------- | -------------------- | ---------------------- | ----------- | -------- |
| Atlanta                | 2 - 1     | Excursionistas       | Atlanta                | 10 de julio |          |
| Sportivo Dock Sud      | 3 - 1     | Nueva Chicago        | Sportivo Dock Sud      | 10 de julio |          |
| Los Andes              | 3 - 0     | Argentino de Quilmes | Los Andes              | 10 de julio |          |
| Unión                  | 4 - 4     | Temperley            | Unión                  | 11 de julio |          |
| Quilmes                | 1 - 4     | Talleres (RdE)       | Quilmes                | 11 de julio |          |
| Sarmiento              | 2 - 1     | Colón                | Sarmiento              | 11 de julio |          |
| Estudiantes (LP)       | 2 - 1     | Argentinos Juniors   | Boca Juniors           | 11 de julio |          |
| Defensores de Belgrano | 2 - 2     | Almagro              | Defensores de Belgrano | 11 de julio |          |
| All Boys               | 4 - 2     | Central Córdoba (R)  | All Boys               | 11 de julio |          |

| Fecha 14             | Fecha 14  | Fecha 14               | Fecha 14             | Fecha 14    | Fecha 14 |
| Local                | Resultado | Visitante              | Estadio              | Fecha       |          |
| -------------------- | --------- | ---------------------- | -------------------- | ----------- | -------- |
| Los Andes            | 1 - 2     | Unión                  | Los Andes            | 17 de julio |          |
| Argentino de Quilmes | 2 - 1     | Sportivo Dock Sud      | Argentino de Quilmes | 17 de julio |          |
| Nueva Chicago        | 1 - 1     | All Boys               | Nueva Chicago        | 17 de julio |          |
| Central Córdoba (R)  | 3 - 0     | Atlanta                | Central Córdoba (R)  | 17 de julio |          |
| Excursionistas       | 2 - 2     | Defensores de Belgrano | Excursionistas       | 17 de julio |          |
| Almagro              | 1 - 0     | Estudiantes (LP)       | All Boys             | 17 de julio |          |
| Argentinos Juniors   | 1 - 1     | Sarmiento              | Argentinos Juniors   | 17 de julio |          |
| Talleres (RdE)       | 2 - 3     | Temperley              | Talleres (RdE)       | 17 de julio |          |
| Colón                | 3 - 1     | Quilmes                | Colón                | 18 de julio |          |

| Fecha 15               | Fecha 15  | Fecha 15             | Fecha 15               | Fecha 15    | Fecha 15 |
| Local                  | Resultado | Visitante            | Estadio                | Fecha       |          |
| ---------------------- | --------- | -------------------- | ---------------------- | ----------- | -------- |
| Temperley              | 0 - 1     | Colón                | Temperley              | 24 de julio |          |
| Quilmes                | 1 - 1     | Argentinos Juniors   | Quilmes                | 24 de julio |          |
| Estudiantes (LP)       | 4 - 1     | Excursionistas       | Boca Juniors           | 24 de julio |          |
| Defensores de Belgrano | 1 - 2     | Central Córdoba (R)  | Defensores de Belgrano | 24 de julio |          |
| Atlanta                | 0 - 2     | Nueva Chicago        | Atlanta                | 24 de julio |          |
| All Boys               | 2 - 0     | Argentino de Quilmes | All Boys               | 24 de julio |          |
| Sportivo Dock Sud      | 3 - 2     | Los Andes            | Sportivo Dock Sud      | 24 de julio |          |
| Unión                  | 1 - 1     | Talleres (RdE)       | Unión                  | 25 de julio |          |
| Sarmiento              | 1 - 2     | Almagro              | Sarmiento              | 25 de julio |          |

| Fecha 16             | Fecha 16  | Fecha 16               | Fecha 16             | Fecha 16    | Fecha 16 |
| Local                | Resultado | Visitante              | Estadio              | Fecha       |          |
| -------------------- | --------- | ---------------------- | -------------------- | ----------- | -------- |
| Sportivo Dock Sud    | 6 - 2     | Unión                  | Sportivo Dock Sud    | 31 de julio |          |
| Los Andes            | 2 - 4     | All Boys               | Los Andes            | 31 de julio |          |
| Argentino de Quilmes | 1 - 1     | Atlanta                | Argentino de Quilmes | 31 de julio |          |
| Nueva Chicago        | 3 - 2     | Defensores de Belgrano | Nueva Chicago        | 31 de julio |          |
| Central Córdoba (R)  | 5 - 0     | Estudiantes (LP)       | Central Córdoba (R)  | 31 de julio |          |
| Excursionistas       | 2 - 2     | Sarmiento              | Excursionistas       | 31 de julio |          |
| Almagro              | 1 - 1     | Quilmes                | All Boys             | 31 de julio |          |
| Argentinos Juniors   | 3 - 3     | Temperley              | Argentinos Juniors   | 31 de julio |          |
| Colón                | 1 - 1     | Talleres (RdE)         | Colón                | 1 de agosto |          |

| Fecha 17               | Fecha 17  | Fecha 17             | Fecha 17               | Fecha 17     | Fecha 17 |
| Local                  | Resultado | Visitante            | Estadio                | Fecha        |          |
| ---------------------- | --------- | -------------------- | ---------------------- | ------------ | -------- |
| Talleres (RdE)         | 2 - 4     | Argentinos Juniors   | Talleres (RdE)         | 7 de agosto  |          |
| Temperley              | 1 - 0     | Almagro              | Temperley              | 7 de agosto  |          |
| Quilmes                | 4 - 0     | Excursionistas       | Quilmes                | 7 de agosto  |          |
| Estudiantes (LP)       | 3 - 0     | Nueva Chicago        | Estudiantes (LP)       | 7 de agosto  |          |
| Defensores de Belgrano | 0 - 2     | Argentino de Quilmes | Defensores de Belgrano | 7 de agosto  |          |
| Atlanta                | 2 - 0     | Los Andes            | Atlanta                | 7 de agosto  |          |
| Unión                  | 2 - 2     | Colón                | Unión                  | 8 de agosto  |          |
| Sarmiento              | 3 - 2     | Central Córdoba (R)  | Sarmiento              | 8 de agosto  |          |
| All Boys               | 5 - 0     | Sportivo Dock Sud    | All Boys               | 11 de agosto |          |

Segunda Rueda
| Fecha 18               | Fecha 18  | Fecha 18             | Fecha 18               | Fecha 18     | Fecha 18 |
| Local                  | Resultado | Visitante            | Estadio                | Fecha        |          |
| ---------------------- | --------- | -------------------- | ---------------------- | ------------ | -------- |
| All Boys               | 0 - 3     | Unión                | All Boys               | 14 de agosto |          |
| Atlanta                | 2 - 1     | Sportivo Dock Sud    | Atlanta                | 14 de agosto |          |
| Defensores de Belgrano | 2 - 2     | Los Andes            | Defensores de Belgrano | 14 de agosto |          |
| Estudiantes (LP)       | 1 - 0     | Argentino de Quilmes | Estudiantes (LP)       | 14 de agosto |          |
| Quilmes                | 1 - 0     | Central Córdoba (R)  | Quilmes                | 14 de agosto |          |
| Temperley              | 0 - 1     | Excursionistas       | Temperley              | 14 de agosto |          |
| Talleres (RdE)         | 0 - 3     | Almagro              | Talleres (RdE)         | 14 de agosto |          |
| Sarmiento              | 2 - 1     | Nueva Chicago        | Sarmiento              | 15 de agosto |          |
| Colón                  | 1 - 1     | Argentinos Juniors   | Colón                  | 15 de agosto |          |

| Fecha 19             | Fecha 19  | Fecha 19               | Fecha 19             | Fecha 19     | Fecha 19 |
| Local                | Resultado | Visitante              | Estadio              | Fecha        |          |
| -------------------- | --------- | ---------------------- | -------------------- | ------------ | -------- |
| Almagro              | 2 - 3     | Colón                  | Atlanta              | 21 de agosto |          |
| Excursionistas       | 1 - 1     | Talleres (RdE)         | Excursionistas       | 21 de agosto |          |
| Central Córdoba (R)  | 4 - 1     | Temperley              | Central Córdoba (R)  | 21 de agosto |          |
| Nueva Chicago        | 2 - 2     | Quilmes                | Nueva Chicago        | 21 de agosto |          |
| Argentino de Quilmes | 1 - 2     | Sarmiento              | Argentino de Quilmes | 21 de agosto |          |
| Los Andes            | 1 - 6     | Estudiantes (LP)       | Los Andes            | 21 de agosto |          |
| Sportivo Dock Sud    | 3 - 2     | Defensores de Belgrano | Sportivo Dock Sud    | 21 de agosto |          |
| All Boys             | 0 - 1     | Atlanta                | All Boys             | 21 de agosto |          |
| Unión                | 1 - 2     | Argentinos Juniors     | Unión                | 22 de agosto |          |

| Fecha 20               | Fecha 20  | Fecha 20             | Fecha 20               | Fecha 20     | Fecha 20 |
| Local                  | Resultado | Visitante            | Estadio                | Fecha        |          |
| ---------------------- | --------- | -------------------- | ---------------------- | ------------ | -------- |
| Atlanta                | 3 - 0     | Unión                | Atlanta                | 28 de agosto |          |
| Defensores de Belgrano | 5 - 0     | All Boys             | Defensores de Belgrano | 28 de agosto |          |
| Estudiantes (LP)       | 3 - 0     | Sportivo Dock Sud    | Estudiantes (LP)       | 28 de agosto |          |
| Quilmes                | 1 - 0     | Argentino de Quilmes | Quilmes                | 28 de agosto |          |
| Temperley              | 2 - 2     | Nueva Chicago        | Temperley              | 28 de agosto |          |
| Talleres (RdE)         | 4 - 1     | Central Córdoba (R)  | Talleres (RdE)         | 28 de agosto |          |
| Argentinos Juniors     | 4 - 3     | Almagro              | Argentinos Juniors     | 28 de agosto |          |
| Sarmiento              | 6 - 0     | Los Andes            | Sarmiento              | 29 de agosto |          |
| Colón                  | 1 - 0     | Excursionistas       | Colón                  | 29 de agosto |          |

| Fecha 21             | Fecha 21  | Fecha 21               | Fecha 21             | Fecha 21        | Fecha 21 |
| Local                | Resultado | Visitante              | Estadio              | Fecha           |          |
| -------------------- | --------- | ---------------------- | -------------------- | --------------- | -------- |
| Excursionistas       | 2 - 1     | Argentinos Juniors     | Excursionistas       | 4 de septiembre |          |
| Central Córdoba (R)  | 1 - 1     | Colón                  | Central Córdoba (R)  | 4 de septiembre |          |
| Nueva Chicago        | 0 - 1     | Talleres (RdE)         | Nueva Chicago        | 4 de septiembre |          |
| Argentino de Quilmes | 6 - 3     | Temperley              | Argentino de Quilmes | 4 de septiembre |          |
| Los Andes            | 2 - 3     | Quilmes                | Los Andes            | 4 de septiembre |          |
| Sportivo Dock Sud    | 4 - 1     | Sarmiento              | Sportivo Dock Sud    | 4 de septiembre |          |
| All Boys             | 1 - 1     | Estudiantes (LP)       | All Boys             | 4 de septiembre |          |
| Atlanta              | 3 - 0     | Defensores de Belgrano | Atlanta              | 4 de septiembre |          |
| Unión                | 2 - 1     | Almagro                | Unión                | 5 de septiembre |          |

| Fecha 22               | Fecha 22  | Fecha 22             | Fecha 22               | Fecha 22         | Fecha 22 |
| Local                  | Resultado | Visitante            | Estadio                | Fecha            |          |
| ---------------------- | --------- | -------------------- | ---------------------- | ---------------- | -------- |
| Defensores de Belgrano | 1 - 0     | Unión                | Defensores de Belgrano | 11 de septiembre |          |
| Estudiantes (LP)       | 0 - 1     | Atlanta              | Estudiantes (LP)       | 11 de septiembre |          |
| Quilmes                | 3 - 6     | Sportivo Dock Sud    | Quilmes                | 11 de septiembre |          |
| Temperley              | 3 - 0     | Los Andes            | Temperley              | 11 de septiembre |          |
| Talleres (RdE)         | 2 - 0     | Argentino de Quilmes | Talleres (RdE)         | 11 de septiembre |          |
| Argentinos Juniors     | 3 - 0     | Central Córdoba (R)  | Argentinos Juniors     | 11 de septiembre |          |
| Almagro                | 4 - 3     | Excursionistas       | All Boys               | 11 de septiembre |          |
| Sarmiento              | 2 - 0     | All Boys             | Sarmiento              | 12 de septiembre |          |
| Colón                  | 3 - 1     | Nueva Chicago        | Colón                  | 12 de septiembre |          |

| Fecha 23               | Fecha 23  | Fecha 23           | Fecha 23               | Fecha 23         | Fecha 23 |
| Local                  | Resultado | Visitante          | Estadio                | Fecha            |          |
| ---------------------- | --------- | ------------------ | ---------------------- | ---------------- | -------- |
| Central Córdoba (R)    | 1 - 1     | Almagro            | Central Córdoba (R)    | 18 de septiembre |          |
| Nueva Chicago          | 1 - 6     | Argentinos Juniors | Nueva Chicago          | 18 de septiembre |          |
| Argentino de Quilmes   | 1 - 1     | Colón              | Argentino de Quilmes   | 18 de septiembre |          |
| Los Andes              | 3 - 2     | Talleres (RdE)     | Los Andes              | 18 de septiembre |          |
| Sportivo Dock Sud      | 5 - 1     | Temperley          | Sportivo Dock Sud      | 18 de septiembre |          |
| All Boys               | 2 - 2     | Quilmes            | All Boys               | 18 de septiembre |          |
| Atlanta                | 3 - 1     | Sarmiento          | Atlanta                | 18 de septiembre |          |
| Defensores de Belgrano | 1 - 0     | Estudiantes (LP)   | Defensores de Belgrano | 18 de septiembre |          |
| Unión                  | 3 - 1     | Excursionistas     | Unión                  | 19 de septiembre |          |

| Fecha 24           | Fecha 24  | Fecha 24               | Fecha 24           | Fecha 24         | Fecha 24 |
| Local              | Resultado | Visitante              | Estadio            | Fecha            |          |
| ------------------ | --------- | ---------------------- | ------------------ | ---------------- | -------- |
| Estudiantes (LP)   | 2 - 1     | Unión                  | Estudiantes (LP)   | 25 de septiembre |          |
| Quilmes            | 4 - 1     | Atlanta                | Quilmes            | 25 de septiembre |          |
| Temperley          | 0 - 3     | All Boys               | Temperley          | 25 de septiembre |          |
| Talleres (RdE)     | 1 - 1     | Sportivo Dock Sud      | Talleres (RdE)     | 25 de septiembre |          |
| Argentinos Juniors | 1 - 1     | Argentino de Quilmes   | Argentinos Juniors | 25 de septiembre |          |
| Almagro            | 3 - 3     | Nueva Chicago          | All Boys           | 25 de septiembre |          |
| Excursionistas     | 3 - 2     | Central Córdoba (R)    | Excursionistas     | 25 de septiembre |          |
| Sarmiento          | 2 - 2     | Defensores de Belgrano | Sarmiento          | 26 de septiembre |          |
| Colón              | 4 - 0     | Los Andes              | Colón              | 26 de septiembre |          |

| Fecha 25               | Fecha 25  | Fecha 25            | Fecha 25               | Fecha 25     | Fecha 25 |
| Local                  | Resultado | Visitante           | Estadio                | Fecha        |          |
| ---------------------- | --------- | ------------------- | ---------------------- | ------------ | -------- |
| Nueva Chicago          | 1 - 1     | Excursionistas      | Nueva Chicago          | 2 de octubre |          |
| Argentino de Quilmes   | 2 - 1     | Almagro             | Argentino de Quilmes   | 2 de octubre |          |
| Los Andes              | 3 - 3     | Argentinos Juniors  | Los Andes              | 2 de octubre |          |
| Sportivo Dock Sud      | 2 - 1     | Colón               | Sportivo Dock Sud      | 2 de octubre |          |
| All Boys               | 2 - 1     | Talleres (RdE)      | All Boys               | 2 de octubre |          |
| Atlanta                | 3 - 0     | Temperley           | Atlanta                | 2 de octubre |          |
| Defensores de Belgrano | 0 - 2     | Quilmes             | Defensores de Belgrano | 2 de octubre |          |
| Estudiantes (LP)       | 0 - 0     | Sarmiento           | Estudiantes (LP)       | 2 de octubre |          |
| Unión                  | 4 - 2     | Central Córdoba (R) | Unión                  | 3 de octubre |          |

| Fecha 26            | Fecha 26  | Fecha 26               | Fecha 26            | Fecha 26      | Fecha 26 |
| Local               | Resultado | Visitante              | Estadio             | Fecha         |          |
| ------------------- | --------- | ---------------------- | ------------------- | ------------- | -------- |
| Quilmes             | 1 - 1     | Estudiantes (LP)       | Quilmes             | 9 de octubre  |          |
| Temperley           | 4 - 4     | Defensores de Belgrano | Temperley           | 9 de octubre  |          |
| Talleres (RdE)      | 1 - 3     | Atlanta                | Talleres (RdE)      | 9 de octubre  |          |
| Argentinos Juniors  | 3 - 1     | Sportivo Dock Sud      | Argentinos Juniors  | 9 de octubre  |          |
| Almagro             | 4 - 1     | Los Andes              | All Boys            | 9 de octubre  |          |
| Excursionistas      | 5 - 2     | Argentino de Quilmes   | Excursionistas      | 9 de octubre  |          |
| Central Córdoba (R) | 2 - 0     | Nueva Chicago          | Central Córdoba (R) | 9 de octubre  |          |
| Sarmiento           | 1 - 3     | Unión                  | Sarmiento           | 10 de octubre |          |
| Colón               | 4 - 1     | All Boys               | Colón               | 10 de octubre |          |

| Fecha 27               | Fecha 27  | Fecha 27            | Fecha 27               | Fecha 27      | Fecha 27 |
| Local                  | Resultado | Visitante           | Estadio                | Fecha         |          |
| ---------------------- | --------- | ------------------- | ---------------------- | ------------- | -------- |
| Argentino de Quilmes   | 3 - 2     | Central Córdoba (R) | Argentino de Quilmes   | 23 de octubre |          |
| Los Andes              | 0 - 3     | Excursionistas      | Los Andes              | 23 de octubre |          |
| Sportivo Dock Sud      | 1 - 1     | Almagro             | Sportivo Dock Sud      | 23 de octubre |          |
| All Boys               | 3 - 2     | Argentinos Juniors  | All Boys               | 23 de octubre |          |
| Atlanta                | 1 - 2     | Colón               | Atlanta                | 23 de octubre |          |
| Defensores de Belgrano | 4 - 0     | Talleres (RdE)      | Defensores de Belgrano | 23 de octubre |          |
| Estudiantes (LP)       | 2 - 1     | Temperley           | Estudiantes (LP)       | 23 de octubre |          |
| Sarmiento              | 1 - 1     | Quilmes             | Sarmiento              | 24 de octubre |          |
| Unión                  | 3 - 1     | Nueva Chicago       | Unión                  | 24 de octubre |          |

| Fecha 28            | Fecha 28  | Fecha 28               | Fecha 28            | Fecha 28      | Fecha 28 |
| Local               | Resultado | Visitante              | Estadio             | Fecha         |          |
| ------------------- | --------- | ---------------------- | ------------------- | ------------- | -------- |
| Quilmes             | 1 - 1     | Unión                  | Quilmes             | 30 de octubre |          |
| Temperley           | 2 - 1     | Sarmiento              | Temperley           | 30 de octubre |          |
| Talleres (RdE)      | 0 - 2     | Estudiantes (LP)       | Talleres (RdE)      | 30 de octubre |          |
| Argentinos Juniors  | 1 - 1     | Atlanta                | Argentinos Juniors  | 30 de octubre |          |
| Almagro             | 4 - 1     | All Boys               | Platense            | 30 de octubre |          |
| Excursionistas      | 2 - 1     | Sportivo Dock Sud      | Excursionistas      | 30 de octubre |          |
| Central Córdoba (R) | 1 - 2     | Los Andes              | Central Córdoba (R) | 30 de octubre |          |
| Nueva Chicago       | 1 - 1     | Argentino de Quilmes   | Nueva Chicago       | 30 de octubre |          |
| Colón               | 2 - 2     | Defensores de Belgrano | Colón               | 31 de octubre |          |

| Fecha 29               | Fecha 29  | Fecha 29             | Fecha 29               | Fecha 29        | Fecha 29 |
| Local                  | Resultado | Visitante            | Estadio                | Fecha           |          |
| ---------------------- | --------- | -------------------- | ---------------------- | --------------- | -------- |
| Unión                  | 1 - 1     | Argentino de Quilmes | Unión                  | 6 de noviembre  |          |
| Sarmiento              | 3 - 1     | Talleres (RdE)       | Sarmiento              | 7 de noviembre  |          |
| Los Andes              | 0 - 2     | Nueva Chicago        | Los Andes              | 13 de noviembre |          |
| Sportivo Dock Sud      | 3 - 3     | Central Córdoba (R)  | Sportivo Dock Sud      | 13 de noviembre |          |
| All Boys               | 2 - 3     | Excursionistas       | All Boys               | 13 de noviembre |          |
| Atlanta                | 1 - 2     | Almagro              | Atlanta                | 13 de noviembre |          |
| Defensores de Belgrano | 0 - 4     | Argentinos Juniors   | Defensores de Belgrano | 13 de noviembre |          |
| Estudiantes (LP)       | 3 - 1     | Colón                | Estudiantes (LP)       | 13 de noviembre |          |
| Quilmes                | 2 - 3     | Temperley            | Quilmes                | 13 de noviembre |          |

| Fecha 30             | Fecha 30  | Fecha 30               | Fecha 30             | Fecha 30        | Fecha 30 |
| Local                | Resultado | Visitante              | Estadio              | Fecha           |          |
| -------------------- | --------- | ---------------------- | -------------------- | --------------- | -------- |
| Temperley            | 2 - 1     | Unión                  | Temperley            | 20 de noviembre |          |
| Talleres (RdE)       | 5 - 1     | Quilmes                | Talleres (RdE)       | 20 de noviembre |          |
| Colón                | 1 - 2     | Sarmiento              | Colón                | 20 de noviembre |          |
| Argentinos Juniors   | 2 - 2     | Estudiantes (LP)       | Ferro Carril Oeste   | 20 de noviembre |          |
| Almagro              | 1 - 3     | Defensores de Belgrano | All Boys             | 20 de noviembre |          |
| Excursionistas       | 2 - 0     | Atlanta                | Excursionistas       | 20 de noviembre |          |
| Central Córdoba (R)  | 4 - 4     | All Boys               | Central Córdoba (R)  | 20 de noviembre |          |
| Nueva Chicago        | 4 - 1     | Sportivo Dock Sud      | Nueva Chicago        | 20 de noviembre |          |
| Argentino de Quilmes | 2 - 1     | Los Andes              | Argentino de Quilmes | 20 de noviembre |          |

| Fecha 31               | Fecha 31  | Fecha 31             | Fecha 31               | Fecha 31        | Fecha 31 |
| Local                  | Resultado | Visitante            | Estadio                | Fecha           |          |
| ---------------------- | --------- | -------------------- | ---------------------- | --------------- | -------- |
| Unión                  | 3 - 1     | Los Andes            | Unión                  | 27 de noviembre |          |
| Sportivo Dock Sud      | 4 - 4     | Argentino de Quilmes | Sportivo Dock Sud      | 27 de noviembre |          |
| All Boys               | 0 - 0     | Nueva Chicago        | All Boys               | 27 de noviembre |          |
| Atlanta                | 1 - 3     | Central Córdoba (R)  | Atlanta                | 27 de noviembre |          |
| Defensores de Belgrano | 3 - 2     | Excursionistas       | Defensores de Belgrano | 27 de noviembre |          |
| Estudiantes (LP)       | 2 - 1     | Almagro              | Estudiantes (LP)       | 27 de noviembre |          |
| Quilmes                | 1 - 0     | Colón                | Quilmes                | 27 de noviembre |          |
| Sarmiento              | 1 - 4     | Argentinos Juniors   | Sarmiento              | 28 de noviembre |          |
| Temperley              | 1 - 3     | Talleres (RdE)       | Temperley              | 28 de noviembre |          |

| Fecha 32             | Fecha 32  | Fecha 32               | Fecha 32             | Fecha 32       | Fecha 32 |
| Local                | Resultado | Visitante              | Estadio              | Fecha          |          |
| -------------------- | --------- | ---------------------- | -------------------- | -------------- | -------- |
| Talleres (RdE)       | 4 - 2     | Unión                  | Talleres (RdE)       | 4 de diciembre |          |
| Colón                | 5 - 3     | Temperley              | Colón                | 4 de diciembre |          |
| Argentinos Juniors   | 6 - 0     | Quilmes                | Argentinos Juniors   | 4 de diciembre |          |
| Almagro              | 2 - 3     | Sarmiento              | All Boys             | 4 de diciembre |          |
| Excursionistas       | 1 - 4     | Estudiantes (LP)       | Excursionistas       | 4 de diciembre |          |
| Central Córdoba (R)  | 6 - 0     | Defensores de Belgrano | Central Córdoba (R)  | 4 de diciembre |          |
| Nueva Chicago        | 0 - 2     | Atlanta                | Nueva Chicago        | 4 de diciembre |          |
| Argentino de Quilmes | 4 - 3     | All Boys               | Argentino de Quilmes | 4 de diciembre |          |
| Los Andes            | 2 - 5     | Sportivo Dock Sud      | Los Andes            | 4 de diciembre |          |

| Fecha 33               | Fecha 33  | Fecha 33             | Fecha 33               | Fecha 33        | Fecha 33 |
| Local                  | Resultado | Visitante            | Estadio                | Fecha           |          |
| ---------------------- | --------- | -------------------- | ---------------------- | --------------- | -------- |
| Unión                  | 7 - 0     | Sportivo Dock Sud    | Unión                  | 11 de diciembre |          |
| All Boys               | 6 - 3     | Los Andes            | All Boys               | 11 de diciembre |          |
| Atlanta                | 3 - 2     | Argentino de Quilmes | Atlanta                | 11 de diciembre |          |
| Defensores de Belgrano | 1 - 3     | Nueva Chicago        | Defensores de Belgrano | 11 de diciembre |          |
| Estudiantes (LP)       | 5 - 0     | Central Córdoba (R)  | Estudiantes (LP)       | 11 de diciembre |          |
| Sarmiento              | 2 - 2     | Excursionistas       | Sarmiento              | 11 de diciembre |          |
| Quilmes                | 3 - 5     | Almagro              | Quilmes                | 11 de diciembre |          |
| Temperley              | 3 - 5     | Argentinos Juniors   | Temperley              | 11 de diciembre |          |
| Talleres (RdE)         | 4 - 1     | Colón                | Talleres (RdE)         | 11 de diciembre |          |

| Fecha 34             | Fecha 34  | Fecha 34               | Fecha 34             | Fecha 34        | Fecha 34 |
| Local                | Resultado | Visitante              | Estadio              | Fecha           |          |
| -------------------- | --------- | ---------------------- | -------------------- | --------------- | -------- |
| Colón                | 2 - 0     | Unión                  | Colón                | 18 de diciembre |          |
| Argentinos Juniors   | 3 - 1     | Talleres (RdE)         | Argentinos Juniors   | 18 de diciembre |          |
| Almagro              | 2 - 1     | Temperley              | All Boys             | 18 de diciembre |          |
| Excursionistas       | 2 - 0     | Quilmes                | Excursionistas       | 18 de diciembre |          |
| Central Córdoba (R)  | 2 - 1     | Sarmiento              | Central Córdoba (R)  | 18 de diciembre |          |
| Nueva Chicago        | 1 - 8     | Estudiantes (LP)       | Nueva Chicago        | 18 de diciembre |          |
| Argentino de Quilmes | 3 - 2     | Defensores de Belgrano | Argentino de Quilmes | 18 de diciembre |          |
| Los Andes            | 2 - 2     | Atlanta                | Los Andes            | 18 de diciembre |          |
| Sportivo Dock Sud    | 4 - 0     | All Boys               | Sportivo Dock Sud    | 18 de diciembre |          |

| 1. |